# Limonia evittata
Limonia evittata är en tvåvingeart som först beskrevs av Edwards 1926.  Limonia evittata ingår i släktet Limonia och familjen småharkrankar. Inga underarter finns listade i Catalogue of Life.